# ジャパン・シンフォニア
ジャパン・シンフォニア（The Japan Sinfonia）は、東京都三鷹市に事務局を置く日本のオーケストラ。
2003年に指揮者・井上喜惟により結成され、現在まで音楽監督を務めている。メンバーはNHK交響楽団、新日本フィルハーモニー交響楽団、ドイツなどの海外オーケストラの団員、元団員によって構成されている。
「オーケストラは巨大な室内楽」をモットーに、年に2回の定期演奏会を晴海トリトン第一生命ホールで開催、その他都内各地で演奏活動を行っている。
アルトゥス・レコードよりベートーヴェンの交響曲第3番「英雄」や、マーラーの交響曲第4番、ブラームスの交響曲第1番などのレコーディングがある。